# Kingsman: Tajná služba
Kingsman: Tajná služba (v anglickém originále Kingsman: The Secret Service) je britsko-americký akční film ve stylu bondovek s komediálními prvky. Natočil jej režisér Matthew Vaughn podle oceňované komiksové série Marka Millara a Davea Gibbonse z roku 2012 The Secret Service. Filmová adaptace se objevila na festivalech už v roce 2014, ale do běžné kinodistribuce byla celosvětově uvedena až v únoru 2015.
Pojednává o mezinárodní tajné výzvědné službě Kingsman, která se maskuje jako luxusní londýnský krejčovský salon. Některé z jejích zkušených agentů, kteří svá krycí jména převzali z Artušovských legend, ztvárnili Colin Firth či Michael Caine a nabírané nováčky Taron Egerton nebo Sophie Cookson. Hlavního padoucha, miliardáře Richmonda Valentina si zahrál Samuel L. Jackson a jeho vydatnou asistentku Gazelle Sofia Boutella.

## Děj
Při útoku na Středním východě v roce 1997 tajný agent Lee Unwin zalehne granát, čímž zachrání zbytek svého týmu. Další tajný agent z mise na Středním východě, Harry Hart s kódovým označením „Galahad“, obviňující sám sebe ze smrti Unwina, uděluje medaili za chrabrost vdově agenta, Michelle Unwinové, a řekne jejímu malému synovi, Garymu „Eggsy“ Unwinovi, že pokud někdy bude potřebovat pomoc, měl by zavolat na tajné telefonní číslo na zadní straně medaile.
O sedmnáct let později, jeden z kolegů agenta Harta s přezdívkou „Lancelot“ se neúspěšně pokusí o záchranu uneseného profesora Jamese Arnolda, specialistu na životní prostředí. Lancelot je však zabit Gazelle, asistentkou internetového miliardáře a filantropa Richmonda Valentina, který Arnolda unesl. Následně se Valentine tajně setkává s různými světovými boháči a oznamuje uvedení SIM karet, které poskytují uživatelům neomezené volání a přístup k internetu zcela zdarma.
V Londýně, Eggsy je nyní nezaměstnaný mládenec žijící se svou matkou, nevlastní maličkou sestrou a hrubým otčínem Deanem Bakerem. Přesto, že je Eggsy velmi inteligentní a zručný, opustil školu kvůli dobrovolné vojně a žije stereotypní bezcílný život za účelem se co možná nejvíce vyhýbat Deanovi. Nicméně poté, co je zatčen za krádež automobilu a poničení policejního vozidla, Eggsy zavolá číslo na zadní straně medaile. Hart Eggsyho propouští a poví mu pravdu o jeho otci – byl agentem Kingsmanu, „nezávislé mezinárodní zpravodajské agentury“, která byla založena v roce 1919 bohatými britskými jednotlivci, kteří přišli o své dědice v první světové válce.
Po Lancelotově smrti má agentura Kingsman volné místo. Volbou agenta Harta je Eggsy, který zpočátku odmítá, ovšem po incidentu v jedné hospodě, kde Hart v sebeobraně zmlátí Deana a jeho partu, Eggsy souhlasí. Připojuje se k dalším zvoleným kandidátům, včetně kandidátky jménem Roxy, se kterou se Eggsy spřátelí. Na jejich výcvik dohlíží agent „Merlin“.
Kandidáti prochází náročnými testy. Prvním z nich je zatopení celé místnosti, při níž se jedna kandidátka utopí. Dalším testem je seskok padákem, při němž jeden z nich nemá padák. Vyjde najevo, že oním smolařem je Eggsy, ovšem díky vynalézavosti přežije. Eggsy se následně rozčílí a Merlin mu ukáže, že padák celou dobu měl, a při zaplavování místnosti ve skutečnosti nikdo nezemřel. Ona „utopená“ kandidátka nyní pracuje pro Kingsmana nejmenovanou vedlejší prací. Jako další mají za úkol únos ženy v baru. Požitý alkohol je ovšem uspí a Eggsy se probere na kolejích metra naproti neznámému muži, který chce znát informace ohledně Kingsmana. Eggsy mu nic neřekne a zdá se, že jej přejel vlak. Opak je však skutečností, byl to pouze další test, ve kterém prospěli pouze Eggsy a Roxy, leč při závěrečném testu Eggsy selže. Má za úkol zastřelit svého psa. Roxy to zvládne dřív, ale vyjde najevo, že v pistoli byly slepé náboje.
Během této doby je Hart vyslán na špionážní misi k profesoru Arnoldovi, který se vrátil ke starému životu. Leč implantovaný čip v profesorově hlavě způsobí barevnou explozi jeho hlavy. Ochromený Hart poté prchá pryč od neznámých útočníků. Signál, který vyvolal výbuch, byl vyslán Valentinem. Téhož večera Hart, představující se jako miliardář, v utajení večeří s Valentinem, aby se pokusil odhalit jeho plány. Během soukromé večeře Valentine nenápadně naznačuje, že zná Hartovu identitu a tajně mu přidá do jídla sledovací čip. Následně umožní Hartovi odejít bez úhony s cílem sledovat jeho pohyb a dozvědět se více o organizaci Kingsman.
Hart poté sleduje stopy Valentinovy obskurní skupiny a cestuje do kostela v Kentucky. Je to ovšem past – Valentine používá své SIM karty, které vydávají zvláštní frekvenci způsobující neovladatelné násilí. V kostele propukne masivní rvačka a Hart odejde jako jediný přeživší. Eggsy, Merlin a Artuš, nejstarší Kingsman, sledují Harta prostřednictvím videospojení. Valentine stojící před kostelem řekne Hartovi svůj plán a následně jej zastřelí. Hart je mrtev.
Eggsy se vrací do ústředí Kingsmanu a zjistí, že Valentine obrátil Artuše na svou stranu. Artuš vysvětlí Valentinův názor: lidstvo je jakýsi virus a globální oteplování je zemská horečka. Valentine má v plánu vysílat neurologický signál násilí po celém světě, způsobující tak masivní povraždení lidské rasy, aby zachránil Zemi. Pouze ty, které považuje Valentine hodné za přežití, budou ušetřeni díky svým implantovaným ochranným čipům v hlavě. Vzápětí se Artuš pokusí Eggsyho otrávit, ale místo toho omylem otráví sám sebe.
S vědomím, že nikomu nemohou věřit, Merlin, Eggsy a Roxy, která se stala novým Lancelotem, se vydají bojovat na vlastní pěst. Roxy je vypuštěna na výškovém balóně do stratosféry s plánem narušit Valentinovo vysílání tónu násilí tím, že zničí jeden z jeho satelitů, zatímco Eggsy a Merlin se infiltrují do Valentinovo bunkru vytesaného kdesi v horách. Roxy sice úspěšně zničí družici, ale Valentine místo toho použije satelit běžného vysílání. Aktivuje signál a vypouští tón, kvůli čemuž svět upadá do totálního chaosu. Eggsy se pouští do boje s Valentinovými vojáky. Nakonec jsou jak Eggsy, tak Merlin ve smrtelném obklíčení. Merlin se nabourá do Valentinových systémů a spustí signál pro aktivaci čipů v hlavách. Všem Valentinovým lidem exploduje hlava v barevném ohňostroji. Jedině Valentine a Gazell zůstanou naživu, jelikož si čipy neimplantovali.
Eggsy dojde přímo k Valentinovi, kde čelí Gazell. Tu nakonec zabíjí jedem v bodci na své botě. Mrtvé Gazell sundá její ostrou protézu a vrhne ji po Valentinovi. Ten umírá a tón násilí se vypíná. Celosvětový chaos a krveprolití přestává. Nakonec se Eggsy vrátí zpět k celám, kde potkal švédskou princeznu a dá si s ní „osobní rande“.
Eggsy se díky záchraně světa stává čestným Kingsmanem. Dojde do hospody, kde je jeho matka, ale i Dean a jeho parta. Nabízí matce nový, lepší domov. Deanovi se to samozřejmě nelíbí, a proto ostře vstoupí do diskuze. Eggsy mu roztříští skleničku o hlavu přesně tak, jak to udělal kdysi Hart.

## Obsazení
| Colin Firth       | Galahad / Harry Hart, superšpion, tzv. Kingsman          |
| Taron Egerton     | Gary „Eggsy“ Unwin, špion-nováček, kandidát na Kingsmana |
| Samuel L. Jackson | Richmond Valentine, miliardář                            |
| Michael Caine     | Artuš / Chester King                                     |
| Mark Strong       | Merlin                                                   |
| Sophie Cookson    | Roxy, špionka-novicka, kandidátka na Kingsmana           |
| Sofia Boutella    | Gazelle, pobočnice Valentina                             |
| Mark Hamill       | profesor James Arnold                                    |
| Jack Davenport    | Lancelot                                                 |
| Edward Holcroft   | Charlie Hesketh, kandidát na Kingsmana                   |

## Přijetí
Krátce po premiéře měl film v recenzním agregátoru Rotten Tomatoes hodnocení 72 % (ze 155 recenzí 112 kladných, k datu 16. února 2015) a divácké hodnocení 87 %.
Za první víkend na americkém trhu snímek vydělal 36,2 milionu dolarů a umístil se na druhém místě za divácky velmi očekávanými Padesáti odstíny šedi. Pro režiséra Vaughna to bylo méně ve srovnání s jeho předchozím filmem X-Men: První třída (55,1 milionu dolarů za první víkend), ten však byl uveden v červnu 2011 jako letní blockbuster a navazoval na úspěšnou X-Menovskou sérii. Vaughnův komiksově nekorektní Kick-Ass oproti tomu vydělal za první víkend v dubnu 2010 jen 19,8 milionů. Pro představitele hlavní role Colina Firtha pak Kingsman svými prvovíkendovými tržbami představuje dosud komerčně nejúspěšnější film kariéry.

### České recenze
| „                                                      | Po dlouhé době jsem viděl film, který je vtipný, akční, chytrý, drzý, se skvělým tempem a všechno v něm do sebe v rámci žánru perfektně zapadá. Nejméně rok jsem v kině neviděl nic tak po všech stránkách výživného. | “ |
| — František Fuka, FFFilm.name 27. prosince 2014: 100 % | |   |

| „                                                      | Stejně jako Kick-Ass je Kingsman zábava, která se odmítá stydět za svou přímočarost a politickou nekorektnost. (…) A ještě jednu věc má Kingsman s Kick-Ass společnou. Cit na herce a jistou ruku v akčních scénách. (…) Akce je vynalézavá, zábavná a dynamická. (…) Kingsman není bez chybičky a není tak rozpustilý jako několikrát zmíněný Kick-Ass. Na druhou stranu si dělá např. z bondovek legraci tak nenuceně, že byste si dokázali představit celou sérii v tomhle duchu. | “ |
| — Václav Rybář, Movie Zone 17. února 2015: 8 z 10 bodů | |   |

## Pokračování
Po značném úspěchu filmu režisér Matthew Vaughn v červnu 2015 veřejně potvrdil plány studia na produkci pokračování, v němž by se mohl k ryze britskému týmu přidat i americký agent. Druhý díl s názvem Kingsman: Zlatý kruh měl premiéru 18. září 2017.